# 사도 시몬
시몬(히브리어: שמעון)은 기독교에서, 예수 그리스도의 열두 제자 가운데 한 사람이다. 유대아의 민족주의 정당인 혁명당원(zelotes)이었다고 한다. 이름의 뜻은 ‘응답하셨다’ 또는 ‘들으심’이다. 로마 가톨릭교회에 의해 지정된 축일은 10월 28일이며, 동방 정교회에 의해 지정된 축일은 5월 10일이다. 흔히 톱을 들고 있는 모습으로 묘사되고 있다.

## 행적
시몬에 대해서는 알려진 바가 거의 없다. 전설에 따르면, 알패오와 클레오파스의 마리아 사이에 태어난 아들로, 소야고보와 형제지간이라고 한다.
성서에 따르면, 시몬은 가나안에서 태어나 자랐으며(마태 10,4), 사도가 되기 전에는 바리새 파로 구성된 극단적인 유대 민족주의를 대표하는 열심당의 일원이었으며, 마카베오의 후계자를 자처하며 로마 제국으로부터의 유대인 해방을 부르짖었다. 그래서 로마인들과 그들에게 순종하는 동족 유대인들에 대해서 동료들과 함께 약탈과 살인 등 테러와 비슷한 공격을 저질렀다. 또한 열심당은 장차 예언에 따라 메시아가 이 땅 위에 강림하면 군대를 이끌고 로마 제국을 몰아내 조국을 해방시켜 주리라고 굳게 믿고 있었다. 그래서 초라한 행색을 한 예수를 결코 자신들이 그토록 고대하던 메시아로 인정하지 않았으며, 결국 두 세력은 극과 극으로서 충돌하게 된다. 그리고 그런 그들과 동료였던 시몬은 예수의 설교와 기적을 듣고 본 후 감화되어 열심당에서 탈퇴하여 그의 제자가 되었다. 예수 또한 성실하거나 피동적으로 순종만 하는 사람들만 제자로 맞아들이기보다는 각양각색의 다양한 사람들을 포섭하고자 했기에 자신에게 오는 시몬을 받아들였다. 또한 로마 제국에 순종했던 과거를 가진 마태오와 로마 제국에 반대했던 극단주의자 시몬을 모두 자신의 제자로 맞아들임을 통해서 서로 상반된 이념으로 인해 빚어지는 갈등을 중재하고 조정하고자 하였다.
전승에 따르면, 이집트에서 설교하다가 유다 타데오와 함께 페르시아 지역으로 가서 포교 활동을 벌였는데, 예수에 대해 설교한 뒤 그 곳의 신상을 파괴하였다. 그러자 그 속에서 악마가 튀어나왔다. 자신들이 여태껏 섬겨왔던 신상이 부서지자 흥분한 이교도들은 그들에게 달려들어 포박한 후 죽였는데, 시몬은 기둥에 거꾸로 매달려 사타구니에서부터 머리까지 톱으로 육신이 두 동강이 나는 형벌을 당하여 순교했다고 전해진다.